# Böttcher (Fahrradhersteller)
Böttcher Fahrräder ist ein deutscher Fahrradhersteller und Fahrradgroßhandel. Nach seiner Gründung im Jahre 1907 produzierte das Unternehmen erstmals eigene Fahrräder und bot diese zum Kauf an. Somit ist Böttcher einer der ältesten, noch existierenden, eigenständigen Fahrradhersteller weltweit.

## Geschichte
Im Jahr 1851 gründet Johann Heinrich Böttcher in Heide (Dithmarschen) ein Manufakturgeschäft, aus dessen Fahrradabteilung 1907 der Fahrradhersteller Heinrich Böttcher hervorgeht und letztendlich 1937 die Fahrradmarke Böttcher entsteht. Aufgrund des gestiegenen Platzbedarfes an Lager und Produktionsflächen bezieht das Unternehmen 1974 ein neues Fabrikgebäude im benachbarten Wesseln. Einhundert Jahre nach Firmengründung im Jahr 2007 erfolgte die Umwandlung des Unternehmens in eine Gesellschaft mit beschränkter Haftung; diese trägt seitdem den Namen Böttcher Fahrräder GmbH.

## Produkte
Mit Gründung der Firma Heinrich Böttcher findet dessen erste eingetragene Fahrradmarke mit Namen Ditmarsia, einem Damen- und Herrenfahrrad, seinen Weg zu den Kunden und wird im Laufe der Zeit stetig in immer neueren Varianten angeboten. Die Erweiterung des Sortiments erfolgt 1911 mit einer weiteren Fahrradmarke, die den Namen Grecos trägt und auch heute noch in verschiedenen Ausführungsvarianten vertrieben wird. Des Weiteren bietet Böttcher aktuell Fahrräder in den Sparten Cross, Trekking und Mountain sowie E-Bikes und Pedelecs an.